# 纵带瘤胸蛛
纵带瘤胸蛛（学名：Oedothorax longistriatus）为皿蛛科瘤胸蛛属的动物。在中国大陆，分布于吉林等地。该物种的模式产地在吉林。